# Prowincja Malaita
Prowincja Malaita – jedna z 9 prowincji na Wyspach Salomona. Znajduje się na wyspie Malaita oraz mniejszych wysepkach: Południowa Malaita, Sikaiana, atolu Ontong Java.

## Demografia
Liczba ludności w poszczególnych latach:
| 1970   | 1976   | 1986   | 1999    | 2009    | 2019    |
| ------ | ------ | ------ | ------- | ------- | ------- |
| 51 722 | 60 043 | 80 032 | 122 620 | 152 307 | 173 347 |